# Раздольное (Скадовский район)
Раздольное (укр. Роздольне, до 1956 г. — Дофино) — посёлок в Каланчакской поселковой общине Скадовского района Херсонской области Украины.
Население по переписи 2001 года составляло 1336 человек. Почтовый индекс — 75810. Телефонный код — 5530. Код КОАТУУ — 6523285501.

## Географическое положение
Посёлок расположен на берегу Каланчакского лимана (залива), в 18 км к югу от районного центра и в 6 км от автодороги Хорлы — Каланчак. Население — 1628 человек.

## История
Населенный пункт основан во второй половине XIX в. Во время революции 1905—1907 гг. местные крестьяне разгромили помещичье имение в с. Дофино. Советская власть установлена в январе 1918 г. В декабре 1920 г. был организован колхоз им. Парижской коммуны. В годы Великой Отечественной войны на защиту Родины из поселка ушли 56 жителей. 42 погибли в боях с фашистами. 22 участника войны награждены орденами и медалями СССР.
В 2022 году, во время вторжения России на Украину, село было захвачено. На данный момент находится под оккупацией ВС РФ.

## Экономика
На территории Раздольного находится центральная усадьба совхоза-завода им. Парижской коммуны, за которым закреплено 3928 га сельскохозяйственных угодий, из них 1840 га пахотной земли, в том числе 934 га орошаемой.
Хозяйство специализируется на производстве винограда и фруктов. Площадь виноградников составляет 889 га, садов — 412 га. Кроме того, совхоз выращивает крупный рогатый скот, свиней, кормовые культуры, производит зерно. Под зерновыми культурами занято 1000 га, под пастбищами — более 500 гектаров. В совхозе имеется винозавод, который перерабатывает 3 тыс. тонн винограда и 2 тыс. тонн плодов за сезон, цех по переработке зеленой массы и производству витаминной муки. В хозяйстве действует холодильник, рассчитанный на хранение 500 тонн плодов и винограда. За высокие показатели в сельскохозяйственном производстве награждены орденами Ленина и Октябрьской Революции тракторист совхоза И. К. Харченко (ныне на пенсии), орденами Ленина и Трудового Красного Знамени бригадир садоводческой бригады О. Я. Старостенко; доярка А. И. Баранова, главный агроном Н. А. Корибко и рабочая сада Л. Е. Шептицкая удостоены ордена Трудового Красного Знамени.

## Объекты социальной сферы
В селе — средняя школа, в которой обучаются 310 учеников и работают 27 учителей, консультационный пункт районной заочной средней школы, дом культуры с залом на 400 мест, две библиотеки с книжным фондом 18,2 тыс. экземпляров, медпункт, ясли-сад на 50 мест, три магазина, комплексный, приемный пункт райбыткомбината, отделение связи, сберкасса, АТС на 50 номеров. В селе проложено 12 км водопровода, 6 км тротуаров и 4 км автодорог. Заложен парк (47 га), на территории которого расположены три пионерских лагеря и лагерь труда и отдыха школьников. На учете в партийной организации состоит 51 коммунист, в комсомольской — 47 членов ВЛКСМ. Партийная ячейка создана в 1921, комсомольская — в 1924 году.

## Достопримечательности
В центре села сооружены обелиск Славы в честь павших воинов-односельчан и монумент советским воинам-освободителям.

## Местный совет
75810, Херсонская обл., Каланчакский р-н, пос. Раздольное, переул. Почтовый, 5